# Нектарий (Фролов)
Епископ Нектарий (в миру Сергей Николаевич Фролов; 17 июля 1961, Люботин, Харьковский район, Харьковская область) — архиерей Русской православной церкви на покое, бывший епископ Талдыкорганский, викарий Астанайской епархии.

## Биография
Родился 17 июля 1961 года в городе Люботине Харьковского района Харьковской области в православной семье рабочих-железнодорожников. Крещён во младенчестве.
В 1976 году окончил восемь классов общеобразовательной школы и поступил в Харьковский строительный техникум, который окончил в 1979 году, получив специальность «мастер-строитель». Обучение в техникуме совмещал с пономарским служением в приходском храме.
С ноября 1979 по ноябрь 1981 года служил в армии во Львовской области.
После прохождения срочной службы был принят на послушание в Свято-Успенскую Почаевскую лавру. С 1981 по 1983 год проходил ежедневное клиросное послушание в Почаевской лавре в качестве чтеца и певчего лаврского братского хора на клиросе схиигумена Димитрия (Шивкеника).
В 1982 году поступил на заочное отделение Харьковского инженерно-экономического института, который окончил в 1988 году с дипломом по специальности инженер-экономист.
В 1983 году назначен на должность псаломщика.
19 апреля 1984 года рукоположён в сан диакона, а 21 апреля — в сан священника и в течение полутора лет служил настоятелем прихода в Волынской области.
В 1985 году поступил в Санкт-Петербургскую духовную семинарию. Служил в качестве прикомандированного священника в храмах Санкт-Петербурга.
С 1986 года перевёлся на экстернат и стал клириком Курско-Белгородской епархии.
По окончании семинарии поступил на заочное отделение Киевской духовной академии, которую окончил в 1999 году с учёной степенью кандидата богословия. Окончив спецкурс в Курском государственном университете, получил сертификат «Преподавателя основ православной культуры», после чего стал преподавать этот предмет в общеобразовательной школе.
С 1994 по 1998 год — благочинный Железногорского округа Курской епархии.
Осенью 2000 года вернулся на Украину — служил клириком храма во имя Архангела Гавриила в городе Дубно Ровенской епархии.
В 2006 году защитил докторскую диссертацию в Ужгородской богословской академии.
С начала 2008 года — насельник Успенского мужского монастыря села Липки Гощанского района Ровенской епархии.
7 апреля 2008 года по благословению архиепископа Ровенского и Острожского Варфоломея принял постриг в мантию с именем Нектарий в честь святителя Нектария, митрополита Пентапольского, Эгинского чудотворца.
6 ноября 2008 года возведён в сан архимандрита.

### Архиерейство
Решением Священного синода Украинской православной церкви от 11 ноября 2008 года избран епископом Джанкойским и Раздольненским.
19 ноября 2008 года в предстоятельской резиденции митрополита Киевского и всея Украины Владимира в Киево-Печерской лавре состоялось наречение, а 20 ноября — в храме во имя Всех Святых комплекса Воскресенского кафедрального собора города Киева архиерейская хиротония. Хиротонию совершили митрополит Киевский и всея Украины Владимир (Сабодан), митрополит Симферопольский и Крымский Лазарь (Швец), архиепископы Ровенский и Острожский Варфоломей (Ващук), Житомирский и Новоград-Волынский Гурий (Кузьменко), Белоцерковский и Богуславский Митрофан (Юрчук), епископы Ивано-Франковский и Коломыйский Пантелеимон (Луговой), Переяслав-Хмельницкий Александр (Драбинко) и Васильковский Пантелеимон (Поворознюк).
9 июля 2009 года решением Священного синода Украинской православной церкви был освобождён от управления Джанкойской епархией и назначен епископом Дубновским, викарием Ровенской епархии.
19 июня 2014 года решением Священного синода Украинской православной церкви освобождён от должности викария Ровенской епархии и направлен в распоряжение патриарха Московского и всея Руси.
25 июля 2014 года решением Священного синода Русской православной церкви назначен викарием Астанайской епархии с титулом Талдыкорганский.
Постановлением Священного синода Русской православной церкви от 23—24 сентября 2021 года почислен на покой по состоянию здоровья по собственному прошению. Местом пребывания определена Москва. 11 октября 2021 года определён на служение в храм Троицы Живоначальной в Карачарове.

## Награды
- Орден преподобного Сергия Радонежского III степени (2021)[7]
- Орден преподобного Серафима Саровского III степени[8].
- Орден преподобноисповедника Севастиана Карагандинского (2021, Казахстанский митрополичий округ)[9]